# Swetlana Michailowna Pospelowa
Swetlana Michailowna Pospelowa (russisch Светлана Михайловна Поспелова, engl. Transkription Svetlana Pospelova; * 24. Dezember 1979 in Leningrad) ist eine russische Leichtathletin, die sich auf den 400-Meter-Lauf spezialisiert hat.
2000 gewann sie bei den Halleneuropameisterschaften in Gent sowohl über 400 Meter als auch in der 4-mal-400-Meter-Staffel Goldmedaillen. Bei den Olympischen Spielen 2000 in Sydney im selben Jahr konnte sie an diese Erfolge nicht anknüpfen. Im 400-Meter-Lauf schied sie bereits in der ersten Runde aus. Kurz darauf wurde bekannt, dass sie bei der Dopingkontrolle nach dem Wettkampf positiv auf das verbotene Mittel Stanozolol getestet worden war, woraufhin sie für zwei Jahre gesperrt wurde.
Bei den Weltmeisterschaften 2003 in Paris/Saint-Denis war sie Mitglied der russischen 4-mal-400-Meter-Staffel, die die Silbermedaille gewann. Pospelowa selbst wurde jedoch nur in der Qualifikationsrunde eingesetzt. Im 400-Meter-Lauf belegte sie den achten Rang.
2005 gewann sie bei den Halleneuropameisterschaften in Madrid die Titel über 400 Meter und in der 4-mal-400-Meter-Staffel. Bei ihrem Sieg im 400-Meter-Lauf stellte sie mit 50,41 s eine persönliche Hallenbestleistung auf. Bei den Weltmeisterschaften im selben Jahr in Helsinki holte sie mit der Staffel eine weitere Goldmedaille. Als Schlussläuferin verwies sie gemeinsam mit Julija Petschonkina, Olesja Forschewa und Natalja Antjuch die Mannschaften Jamaikas und Großbritanniens in 3:20,95 min auf die Plätze. Im 400-Meter-Lauf wurde Pospelowa in Helsinki Vierte.
Bei den Europameisterschaften 2006 in Göteborg gewann Pospelowa ihren nächsten Titel mit der Staffel, diesmal als Startläuferin. In 3:25,12 min blieb sie zusammen mit Natalja Iwanowa, Olga Saizewa und Tatjana Weschkurowa vor den Staffeln aus Belarus und Polen. Im 400-Meter-Lauf belegte Pospelowa in Göteborg den siebten Platz.
Swetlana Pospelowa ist 1,70 m groß und wiegt 60 kg.

## Bestleistungen
Freiluft:
- 100 m: 11,13 s, 16. August 2005, Tallinn
- 200 m: 22,39 s, 24. Juli 2005, Tula
- 400 m: 49,80 s, 11. Juli 2005, Tula

Halle:
- 60 m: 7,20 s, 15. Januar 2001, Wolgograd
- 200 m: 23,20 s, 15. Januar 2001, Wolgograd
- 400 m: 50,41 s, 5. März 2005, Madrid